# La Fleur de mon secret
Pour plus de détails, voir Fiche technique et Distribution.
La Fleur de mon secret (en espagnol : La flor de mi secreto) est un film franco espagnol de Pedro Almodóvar sorti en 1995.

## Synopsis
Leo Macías est une autrice de romans à l’eau de rose qui écrit sous le nom d'Amanda Gris. Mais Leo n'arrive plus à décrire les bons sentiments et ses ouvrages sont de plus en plus noirs. Pourquoi ? Parce que Paco, son mari, est parti en mission militaire en Bosnie, et qu'elle voit son couple peu à peu se désagréger. Sa vie va alors prendre un nouveau tournant.
Le réalisateur en a dit : « La Fleur de mon secret est un film de "bons sentiments", sans que cela signifie une quelconque concession au sentimentalisme. C'est-à-dire, il s'agit d'un drame dur. Même si j'adore le mélodrame, cette fois je me suis décidé pour la rigueur et la synthèse. Fiel au lieu de miel. Larmes qui ne soulagent pas mais plutôt qui noient. De la douleur authentique. »

## Fiche technique
- Titre : La Fleur de mon secret
- Titre original : La flor de mi secreto
- Réalisation : Pedro Almodóvar
- Scénario : Pedro Almodóvar
- Musique : Alberto Iglesias
- Photographie : Affonso Beato et Alfredo Mayo
- Montage : José Salcedo
- Décors : Miguel López Pelegrín
- Direction artistique : Wolfgang Burmann
- Production : Esther García
- Société de production : CiBy 2000 et El Deseo
- Société de distribution : CiBy 2000 (France)
- Pays :  Espagne et  France
- Genre : comédie dramatique
- Durée : 103 minutes
- Format : couleurs - 1,85:1 - 35 mm
- Dates de sortie : 
  -  Espagne : 22 septembre 1995
  -  France : 27 septembre 1995

## Distribution
- Marisa Paredes (V.F. : Annie Bertin) : Leo Macías
- Imanol Arias (V.F. : Patrick Messe) : Paco
- Juan Echanove (V.F. : Hervé Bellon) : Ángel
- Carme Elías (V.F. : Michèle Buzynski) : Betty
- Rossy de Palma : Rosa
- Chus Lampreave : Mère de Leo
- Kiti Mánver : Manuela
- Manuela Vargas : Blanca, la femme de ménage de Léo
- Gloria Muñoz : Alicia, l'éditrice de Léo
- Joaquín Cortés (V.F. : Maurice Decoster) : Antonio

## Autour du film
- Le livre qu'écrit Leo est l'ébauche du scénario de Volver, film du même réalisateur qui sortira onze ans plus tard.
- Le film commence avec les images d'un groupe de travail en milieu hospitalier pour orienter les parents des patients vers le don d'organes. Cette séquence sera le point de départ de Tout sur ma mère qui conservera également les noms utilisés dans la scène. Exemple avec la mère en deuil qui porte le nom de Manuela.